# Populous DS
Populous DS (ポピュラス DS, Popyurasu DS) est un jeu vidéo de type god game et stratégie en temps réel développé par Genki. Il est édité au Japon par Electronic Arts le 21 février 2008, en Amérique du Nord par Xseed Games le 10 novembre 2008, et en Europe par Rising Star Games le 27 février 2009 sur Nintendo DS.

## Système de jeu
Poupulous se joue dans un système de 1v1 aussi appelé tête contre tête,se jouant soit contre un ordinateur soit contre un vrai jouer,c'est un jeu de stratégie où le joueur représente un dieux.le jeu est censé représenter la scène divine 